# Pedit5
《pedit5》，也称为《The Dungeon》，是鲁斯蒂·卢瑟福于1975年为PLATO系统开发的迷宫探索类电子游戏。它被认为是迷宫探索类游戏的第一个范例，据信在此之前仅有一些PLATO课程列表中列出了一个名为m199h的游戏可能为迷宫探索类游戏的开端，但后者没有留下任何副本可以用于证明。

## 玩法
在游戏中，玩家控制角色在一个单层的地牢中游荡，收集宝藏并杀死怪物。 玩家遇到怪物时，可以选择使用几种不同的咒语来击杀怪物。 角色可以从一个场景保存到下一个场景继续使用。地牢使用屏幕上的字符图形进行渲染。尽管地牢具有固定的布局，但遭遇的怪物和宝藏是随机生成的，这使《pedit5》成为roguelike风格的早期前身。

## 开发
《pedit5》由卢瑟福进行开发，当时他是伊利诺伊大学香槟分校人口与能源小组的成员。在那里，每个小组在学校的大型机上分配了有限数量的程序插槽，而人口与能源小组的程序插槽名称为“pedit1”至“pedit5”。该小组使用了前三个位置，而卢瑟福则将他的游戏编码到第五个位置，这使得“pedit5”成为了游戏的默认名称。卢瑟福使用了“pedit4”作为存放游戏手册的位置。因为在那时，系统管理员认为利用大学的计算机资源来存放游戏不是很恰当，所以《pedit5》最终被删除了，但是卢瑟福打算复原这个游戏。 
该游戏的新版本被称为《orthanc》，由其他三位程序员编写，在卢瑟福原始工作的基础上经过了显著改进。《orthanc》以《指环王》中的一座塔命名。《pedit5》的原始版本已恢复并被命名为《orthanc1》。《orthanc》和《orthanc1》都保留在PLATO系统上。从那时起，游戏源代码的副本就已经在互联网上公布，允许用户使用PLATO(Cybis)系统或其模拟器进行游玩。